# Abou Mohammed al-Maqdisi
Pour les articles homonymes, voir Al-Maqdisi (homonymie).
Abou Muhammed al-Maqdisi (arabe : أبو محمد المقدسي) ou Abu Muhammad Issam al-Maqdisi (arabe : أبو محمد عصام المقدسي), né le 3 juillet 1959 à Barqa, un village du gouvernorat de Naplouse, est le pseudonyme de Issam Muhammad Tahir al-Barqawi (arabe : عصام محمد طاهر البرقاوي), un théologien et un prédicateur jordano-palestinien et un des principaux idéologues du salafisme djihadiste. 

## Biographie
Né en Palestine, al-Maqdisi grandit au Koweït où sa famille s’installe au début des années 1960. En 1991, l'intervention américaine au Koweït entraîne l’expulsion de 300 000 Palestiniens. Al-Maqdisi est contraint de s’installer en Jordanie en 1992, après avoir séjourné successivement en Irak, en Arabie saoudite puis au Pakistan et en Afghanistan, où il acquiert une solide formation théologique auprès de différents oulémas.
Au cours des années 1990, il devient le chef d'une petite bande de djihadistes en Jordanie, mais il se fait arrêter juste avant de commettre un premier attentat, qui visait un poste-frontière israélien.
À la fin des années 1990, il est en prison dans une cellule collective où sont rassemblés des fanatiques séparés des détenus communs, afin d'éviter la contagion. Il est le chef d'une cinquantaine de prisonniers à qui il distille la version très rigoriste de l'islam qu'il a créée. Tandis qu'il leur inculque ce qu'ils doivent penser, son second, Abou Moussab Al-Zarqaoui, s'occupe de leur donner des ordres. Le directeur de la prison se méfie du pouvoir de persuasion de al-Maqdisi, affirmant qu'il est capable de convertir des gardiens, et prenant des mesures spéciales comme des rotations rapides pour l'en empêcher. Al-Maqdisi est libéré en mars 1999, lors d'une amnistie décrétée en raison du couronnement du nouveau roi Abdallah II de Jordanie.
Au milieu des années 2000, il passe trois années en prison.
Il est condamné le 28 juillet 2011 par l'état jordanien à 5 ans de prison pour avoir œuvré au transfert de combattants vers l'Afghanistan. Pour Romain Caillet, spécialiste de la mouvance djihadiste, ce motif de condamnation est un prétexte fallacieux. Il estime effectivement que les faits reprochés constituaient une opération de trop faible envergure pour que al-Maqdisi prenne le risque de s'y impliquer. Selon le journaliste Muḥammad Abū Rumān, le jugement a été rendu par un tribunal militaire non indépendant, et l'emprisonnement d'Al-Maqdisi est injuste dans la mesure où ce dernier, bien que radical dans ses idéologies, ne poussait pas à la violence les djihadistes jordaniens. Selon Romain Caillet, ce jugement montre le manque de tolérance du régime jordanien envers toute opposition politique.
En 2014, pendant la guerre civile syrienne, lorsque éclate le conflit entre le Front al-Nosra et l'État islamique, al-Maqdisi est d'abord indécis, mais il finit par soutenir le Front al-Nosra à partir de février 2015. Cependant il adopte une position nuancée, en juin 2015 il publie une fatwa autorisant un « djihad défensif » contre l'État islamique, mais pas un « djihad offensif ». Selon le chercheur Romain Caillet, Al-Maqdisi « condamne les actes sur le terrain mais pas la doctrine » de l'EI. Cependant il critique aussi le Front al-Nosra sur certains points ; lui reprochant notamment une application trop « laxiste » de la charia dans le gouvernorat d'Idleb et ses alliances avec des groupes « rebelles syriens modérés », jugés trop proches de la Turquie, voir des Occidentaux. En 2016, il donne son accord pour la formation du Front Fatah al-Cham, mais ses critiques s'accentuent avec la fondation en 2017 du Hayat Tahrir al-Cham. Il estime que le nouveau mouvement prend trop ses distances avec al-Qaïda et déplore les combats livrés en février 2017 contre le Liwa al-Aqsa.

## Idéologie
Présenté à tort, selon Romain Caillet, comme le mentor spirituel du terroriste jordanien  Abou Moussab Al-Zarqaoui, le premier chef d'Al-Qaïda en Irak, il aurait utilisé le réseau de Zarqaoui pour se faire connaître parmi les djihadistes et propager son idéologie. Selon Mediapart, Al-Maqdisi est la « principale référence idéologique du courant djihadiste contemporain », du moins jusqu'en 2014, avant sa contestation de l’État islamique. Après avoir été libéré de prison en 1999, il diffuse ses thèses grâce à son site internet, et celles-ci deviennent mondialement connues. Il s'inspire principalement de la réforme wahabite, un islam ultra-rigoriste enseigné par les théologiens saoudiens. Il s'oppose néanmoins au régime saoudien, qui selon lui doit être excommunié puisque membre de l'OMC et de l'ONU, des organisations qu'il considère comme au service des ennemis de l'islam. Son principal différend avec l'État islamique est qu'il désapprouve le meurtre des membres d'organisations humanitaires comme ceux de la Croix-Rouge. Cet écart idéologique avec le califat lui attire la méfiance des djihadistes, ceux-ci se rangeant prioritairement derrière les émirs, c'est-à-dire les chefs de leurs organisations, au contraire des salifistes quiétistes qui suivent l'avis de leurs chefs religieux.
Le journaliste Joby Warrick (en) présente Al-Maqdisi comme un « prêcheur séditieux », déjà connu dans les années 1990 pour « ses longues harangues contre les dirigeants arabes » et ses écrits « incendiaires ». Il cite comme exemple l'ouvrage La Démocratie est une religion, où Al-Maqdisi fustige des régimes arabes laïques, et appelle à leur destruction. D'après Joby Warrick, les intellectuels islamistes avaient déjà critiqué les dirigeants du monde arabe, qu'ils considèrent comme des corrompus et des infidèles, mais Al-Maqdisi va plus loin : il recommande aux musulmans de dépasser le stade de la critique et de tuer les dirigeants hérétiques. Joby Warrick cite l'écrivain et intellectuel jordanien Hassan Abou Haniya qui fut proche de Al-Maqdisi lorsque ce dernier forgeait sa doctrine. Hassan Abou Haniya déclare : « L'idée de tuer a constitué un tournant décisif. C'est un message qui a rencontré un véritable écho chez les musulmans qui estimaient que tous ces régimes étaient lamentables et avaient permis à des étrangers d'occuper les terres arabes. Pour ces gens, non seulement Maqdisi validait leur opinion mais il leur expliquait qu'ils étaient dans l'obligation d'agir ». En 2006, une étude effectuée à la demande du Pentagone décrit Al-Maqdisi comme le penseur majeur du monde intellectuel djihadiste.
D'après Romain Caillet, la principale oeuvre d’al-Maqdisi est un traité dogmatique, Millatu Ibrāhīm (La religion d’Abraham), dans lequel il compare les systèmes législatifs des différents pays arabes aux idoles que refusa de servir Abraham. Mais si les positions théoriques d'al-Maqdisi sont « inflexibles », il n'en est pas de même de ses propositions politiques concrètes, que Romain Caillet juge « beaucoup plus nuancées ». D’après le journaliste Muḥammad Abū Rumān, Al-Maqdisi a par exemple oeuvré pour que les djihadistes jordaniens, qui réclamaient l'application de la charia en Jordanie, revendiquent pacifiquement au lieu de s'orienter vers le terrorisme. Selon Romain Caillet, Al-Maqdisi, lors d'une correspondance avec Abou Moussab Al-Zarqaoui, a poussé ce dernier à s'attaquer en Irak à des cibles américaines, plutôt que des cibles chiites, que ce soit des civils ou des lieux de culte.

## Personnalité
Al-Maqdisi ne se considérait pas comme un guerrier, et même s'il est passé dans des camps d'entraînement en Afghanistan, il y avait renoncé à apprendre à se servir d'une arme. Selon le journaliste Joby Warrick, il est très charismatique et un prêcheur très talentueux.